# Komiská autonomní sovětská socialistická republika
Komiská autonomní sovětská socialistická republika nebo též Autonomní sovětská socialistická republika Komi (rusky Коми Автономная Советская Социалистическая Республика, komisky: Коми Автономнцй Сцветскцй Социалистическцй Республика) byla autonomní republika v rámci Ruské sovětské federativní socialistické republiky v Sovětském svazu. Státní útvar se nacházel v severozápadní části Ruska. Hlavním městem byl Syktyvkar.

## Historie
Po Velké říjnové socialistické revoluci, v roce 1922, byla vytvořena Autonomní oblast Komi (též nazývána Zyrjanská AO nebo Komisko-Zyrjanská AO). Přijetím nové stalinské Ústavy SSSR roku 1936 se statut oblasti změnil na autonomní sovětskou socialistickou republiku, která existovala do roku 1991, kdy byla vyhlášena suverénní Komiská sovětská socialistická republika. Ta se roku 1993 stala součástí Ruské federace jako Republika Komi.

## Obyvatelstvo
Podle sčítání lidu v roce 1939 žilo na území Komiské ASSR 315 tisíc obyvatel, z toho 72% komiské, 22% ruské a 2% ukrajinské národnosti. Podle sčítání z roku 1989 měla republika 1 250 000 obyvatel, 58% Rusů, 23% Komi a 8% Ukrajinců. Během existence ASSR počet příslušníků národa Komi mírně vzrostl z 226 tisíc v roce 1939 na 290 tisíc roku 1989.